# Vlastislav Bříza mladší
Vlastislav Bříza mladší (* 3. května 1978 České Budějovice) je odborník na mezinárodní vztahy, bezpečnostní expert, vysokoškolský pedagog a český podnikatel. Vystudoval obor mezinárodní vztahy na Fakultě sociálních věd Univerzity Karlovy (FSV UK), kde postupně získal malý a velký doktorát. Vystudoval rovněž mezinárodní ekonomické vztahy na Vysoké škole ekonomické v Praze (VŠE). Od roku 2005 přednáší na FSV UK.

## Vzdělání
V letech 1997-2003 vystudoval bakalářský a následně magisterský studijní obor mezinárodní vztahy (titul Mgr.) na FSV UK. Na stejné fakultě následně vystudoval i doktorský studijní program v oboru mezinárodní vztahy (2003–2010, titul Ph.D.). V roce 2004 složil státní rigorózní zkoušku (titul PhDr.). Dále pak v letech 2003–2008 vystudoval mezinárodní ekonomické vztahy na VŠE. Během studií absolvoval stáže v Německu (2000) a ve Švédsku (2003).

## Kariéra
Od roku 2005 přednáší na katedře mezinárodních vztahů FSV UK. Dlouhodobě se věnuje bezpečnostní problematice jaderných zbraní a jejímu vlivu na mezinárodní vztahy. Zaměřuje se na mezinárodně právní aspekty jaderného soupeření, bezpečnostní politiku a vojenské strategie. V roce 2025 byl ministrem zahraničí jmenován členem Rady Česko-německého diskusního fóra.

## Soukromý život
Vlastislav Bříza mladší je od roku 2008 členem nejvyššího vedení skupiny KOH-I-NOOR holding a.s, jejímž vlastníkem se v roce 2000 stal otec Vlastislav Bříza. V rámci holdingu má na starosti energetickou divizi. Matka Marie Břízová je vystudovaná lékařka .